# Goldene Himbeere/Schlechteste Regie
Die Goldene Himbeere für die schlechteste Regie wird seit 1981 jährlich vergeben, dabei bezieht sie sich auf Filme des vergangenen Jahres.

## Schlechteste Regie 1981 bis 1989

### 1981
- Robert Greenwald für Xanadu (OT: Xanadu)

Außerdem nominiert:
- John G. Avildsen für Die Formel (OT: The Formula)
- Brian De Palma für Dressed to Kill (OT: Dressed To Kill)
- William Friedkin für Cruising (OT: Cruising)
- Sidney J. Furie und Richard Fleisher für Der Jazz-Sänger (OT: The Jazz Singer)
- Stanley Kubrick für Shining (OT: The Shining)
- Michael Ritchie für Freibeuter des Todes (OT: The Island)
- John Trent für Middle Age Crazy, Alternativtitel Midlife-Krise und Der verrückte zweite Frühling (OT: Middle Age Crazy)
- Nancy Walker für Supersound und flotte Sprüche (OT: Can't Stop The Music)
- Gordon Willis für L ist nicht nur Liebe (OT: Windows)

### 1982
- Michael Cimino für Heaven’s Gate – Das Tor zum Himmel (OT: Heaven’s Gate)

Außerdem nominiert:
- John Derek für Tarzan – Herr des Urwalds, Alternativtitel Tarzan – Herr des Dschungels (OT: Tarzan The Ape Man)
- Blake Edwards für S.O.B. – Hollywoods letzter Heuler (OT: S.O.B.)
- Frank Perry für Meine liebe Rabenmutter (OT: Mommie Dearest)
- Franco Zeffirelli für Endlose Liebe (OT: Endless Love)

### 1983
Die Stimmauszählung ergab ein Unentschieden:
- Ken Annakin für Pirate Movie (OT: The Pirate Movie)
- Terence Young für Inchon! (OT: Inchon)

Außerdem nominiert:
- Matt Cimber für Butterfly – Der blonde Schmetterling, Alternativtitel „Der Richter von Nevada“ (OT: Butterfly)
- John Huston für Annie (OT: Annie)
- Hal Needham für MegaForce (OT: Megaforce)

### 1984
- Peter Sasdy für Karriere durch alle Betten (The Lonely Lady)

Außerdem nominiert:
- Joe Alves für Der weiße Hai 3-D (Jaws 3-D)
- Brian De Palma für Scarface (Scarface)
- John Herzfeld für Zwei vom gleichen Schlag (Two Of A Kind)
- Hal Needham für Der rasende Gockel (Stroker Ace)

### 1985
- John Derek für Ekstase (Bolero)

Außerdem nominiert:
- Bob Clark für Der Senkrechtstarter (Rhinestone)
- Brian De Palma für Der Tod kommt zweimal (Body Double)
- John Guillermin für Sheena – Königin des Dschungels (Sheena – Queen Of The Jungle)
- Hal Needham für Auf dem Highway ist wieder die Hölle los (Cannonball Run II)

### 1986
- Sylvester Stallone für Rocky IV – Der Kampf des Jahrhunderts (Rocky IV)

Außerdem nominiert:
- Richard Brooks für Jackpot (Fever Pitch)
- Michael Cimino für Im Jahr des Drachen (Year Of The Dragon)
- George Pan Cosmatos für Rambo II – Der Auftrag (Rambo: First Blood Part II)
- Hugh Hudson für Revolution

### 1987
- Prince für Under the Cherry Moon – Unter dem Kirschmond (OT: Under The Cherry Moon)

Außerdem nominiert:
- Jim Goddard für Shanghai Surprise (OT: Shanghai Surprise)
- Willard Huyck für Howard – Ein tierischer Held (OT: Howard The Duck)
- Stephen King für Rhea M – Es begann ohne Warnung (OT: Maximum Overdrive)
- Michelle Manning für Blue City

### 1988
Die Stimmauszählung ergab ein Unentschieden:
- Norman Mailer für Harte Männer tanzen nicht (OT: Tough Guys Don't Dance)
- Elaine May für Ishtar (OT: Ishtar)

Außerdem nominiert:
- James Foley für Who’s That Girl (OT: Who’s That Girl?)
- Joseph Sargent für Der weiße Hai – Die Abrechnung (OT: Jaws – The Revenge)
- Paul Weiland für Leonard 6, Alternativtitel Cosby – Die Superkanone (OT: Leonard – Part 6)

### 1989
Die Stimmauszählung ergab ein Unentschieden:
- Blake Edwards für Sunset – Dämmerung in Hollywood (OT: Sunset)
- Stewart Raffill für Mick, mein Freund vom anderen Stern (OT: Mac And Me)

Außerdem nominiert:
- Michael Dinner für Heiß auf Trab (OT: Hot To Trot)
- Roger Donaldson für Cocktail (OT: Cocktail)
- Peter MacDonald für Rambo III (OT: Rambo III)

## Schlechteste Regie 1990 bis 1999

### 1990
- William Shatner für Star Trek V: Am Rande des Universums (OT: Star Trek V – The Final Frontier)

Außerdem nominiert:
- John G. Avildsen für Karate Kid III – Die letzte Entscheidung (OT: Karate Kid III)
- Jim Drake für Cannonball Fieber – Auf dem Highway geht’s erst richtig los (OT: Speed Zone)
- Rowdy Herrington für Road House (OT: Road House)
- Eddie Murphy für Harlem Nights (OT: Harlem Nights)

### 1991
- John Derek für Mein Geist will immer nur das Eine … (OT: Ghosts Can't Do It)

Außerdem nominiert:
- John G. Avildsen für Rocky V (OT: Rocky V)
- Brian De Palma für Fegefeuer der Eitelkeiten (OT: The Bonfire Of The Vanities)
- Renny Harlin für Ford Fairlane – Rock ’n’ Roll Detective (OT: The Adventures of Ford Fairlane)
- Prince für Graffiti Bridge (OT: Graffiti Bridge)

### 1992
- Michael Lehmann für Hudson Hawk – Der Meisterdieb (OT: Hudson Hawk)

Außerdem nominiert:
- Dan Aykroyd für Valkenvania – Die wunderbare Welt des Wahnsinns (OT: Nothing But Trouble)
- William A. Graham für Rückkehr zur blauen Lagune (OT: Return To The Blue Lagoon)
- David Kellogg für Cool As Ice (OT: Cool As Ice)
- John Landis für Oscar – Vom Regen in die Traufe (OT: Oscar)

### 1993
- David Seltzer für Wie ein Licht in dunkler Nacht (OT: Shining Through)

Außerdem nominiert:
- Danny DeVito für Jimmy Hoffa (OT: Hoffa)
- John Glen für Christopher Columbus – Der Entdecker (OT: Christopher Columbus: The Discovery)
- Barry Levinson für Toys – Tödliches Spielzeug (OT: Toys)
- Kenny Ortega für Die Zeitungsjungen (OT: Newsies, alternativer OT: News Boys)

### 1994
- Jennifer Chambers Lynch für Boxing Helena (OT: Boxing Helena)

Außerdem nominiert:
- Uli Edel für Body of Evidence (OT: Body of Evidence)
- Adrian Lyne für Ein unmoralisches Angebot (OT: Indecent Proposal)
- John McTiernan für Last Action Hero, Alternativtitel Der letzte Action Held (OT: Last Action Hero)
- Phillip Noyce für Sliver (OT: Sliver)

### 1995
- Steven Seagal für Auf brennendem Eis (OT: On Deadly Ground)

Außerdem nominiert:
- Lawrence Kasdan für Wyatt Earp – Das Leben einer Legende (OT: Wyatt Earp)
- John Landis für Beverly Hills Cop III (OT: Beverly Hills Cop III)
- Rob Reiner für North, Alternativtitel Eltern nach Maß (OT: North)
- Richard Rush für Color of Night (OT: Color Of Night)

### 1996
- Paul Verhoeven für Showgirls (OT: Showgirls)

Außerdem nominiert:
- Renny Harlin für Die Piratenbraut (OT: Cut-Throat Island)
- Roland Joffé für Der scharlachrote Buchstabe (OT: The Scarlet Letter)
- Frank Marshall für Congo (OT: Congo)
- Kevin Reynolds für Waterworld (OT: Waterworld)

### 1997
- Andrew Bergman für Striptease (OT: Striptease)

Außerdem nominiert:
- John Frankenheimer für DNA – Die Insel des Dr. Moreau, Alternativtitel DNA – Experiment des Wahnsinns (OT: The Island Of Dr. Moreau)
- Stephen Frears für Mary Reilly (OT: Mary Reilly)
- John Landis für Eine Familie zum Kotzen (OT: The Stupids)
- Brian Levant für Versprochen ist versprochen (OT: Jingle All The Way)

### 1998
- Kevin Costner für Postman (OT: The Postman)

Außerdem nominiert:
- Jan de Bont für Speed 2 (OT: Speed 2: Cruise Control)
- Luis Llosa für Anaconda (OT: Anaconda)
- Joel Schumacher für Batman & Robin (OT: Batman & Robin)
- Oliver Stone für U-Turn – Kein Weg zurück (OT: U-Turn)

### 1999
- Gus Van Sant für Psycho (OT: Psycho)

Außerdem nominiert:
- Michael Bay für Armageddon – Das jüngste Gericht (OT: Armageddon)
- Jeremiah S. Chechik für Mit Schirm, Charme und Melone (OT: The Avengers)
- Roland Emmerich für Godzilla (OT: Godzilla)
- Alan Smithee hier Arthur Hiller für Fahr zur Hölle Hollywood, Alternativtitel Die Hölle von Hollywood (OT: An Alan Smithee Film: Burn Hollywood Burn)

## Schlechteste Regie 2000 bis 2009

### 2000
- Barry Sonnenfeld für Wild Wild West (OT: Wild Wild West)

Außerdem nominiert:
- Jan de Bont für Das Geisterschloss (OT: The Haunting)
- Dennis Dugan für Big Daddy (OT: Big Daddy)
- Peter Hyams für End of Days – Nacht ohne Morgen (OT: End Of Days)
- George Lucas für Star Wars: Episode I – Die dunkle Bedrohung (OT: Star Wars: Episode I – The Phantom Menace)

### 2001
- Roger Christian für Battlefield Earth – Kampf um die Erde (OT: Battlefield Earth)

Außerdem nominiert:
- Joe Berlinger für Blair Witch 2 (OT: Book Of Shadows – Blair Witch 2)
- Steven Brill für Little Nicky – Satan Junior (OT: Little Nicky)
- Brian De Palma für Mission to Mars (OT: Mission to Mars)
- John Schlesinger für Ein Freund zum Verlieben (OT: The Next Best Thing)

### 2002
- Tom Green für Freddy Got Fingered (OT: Freddy Got Fingered)

Außerdem nominiert:
- Michael Bay für Pearl Harbor (OT: Pearl Harbor)
- Peter Chelsom mit Warren Beatty für Stadt, Land, Kuss, Alternativtitel City, Sex & Country (OT: Town & Country)
- Vondie Curtis Hall für Glitter – Glanz eines Stars (OT: Glitter)
- Renny Harlin für Driven (OT: Driven)

### 2003
- Guy Ritchie für Stürmische Liebe – Swept Away (OT: Swept Away)

Außerdem nominiert:
- Roberto Benigni für Roberto Benignis Pinocchio (OT: Pinocchio)
- Tamra Davis für Not a Girl – Crossroads (OT: Crossroads)
- George Lucas für Star Wars: Episode II – Angriff der Klonkrieger (OT: Star Wars: Episode II – Attack of the Clones)
- Ron Underwood für Pluto Nash – Im Kampf gegen die Mondmafia (OT: The Adventures of Pluto Nash)

### 2004
- Martin Brest für Liebe mit Risiko – Gigli (OT: Gigli)

Außerdem nominiert:
- Robert Iscove für From Justin to Kelly (OT: From Justin to Kelly)
- Mort Nathan für Boat Trip (OT: Boat Trip)
- Andy und Larry Wachowski für Matrix Reloaded (OT: The Matrix – Reloaded) und Matrix Revolutions (OT: The Matrix Revolutions)
- Bo Welch für Ein Kater macht Theater (OT: The Cat In The Hat)

### 2005
- Pitof für Catwoman (OT: Catwoman)

Außerdem nominiert:
- Bob Clark für Superbabies: Baby Geniuses 2
- Renny Harlin und/oder Paul Schrader für Exorzist: Der Anfang (OT: Exorcist 4: The Beginning)
- Oliver Stone für Alexander (OT: Alexander)
- Keenen Ivory Wayans für White Chicks (OT: White Chicks)

### 2006
- John Asher für Dirty Love (OT: Dirty Love)

Außerdem nominiert:
- Uwe Boll für Alone in the Dark (OT: Alone in the Dark)
- Jay Chandrasekhar für Ein Duke kommt selten allein (OT: The Dukes of Hazzard)
- Nora Ephron für Verliebt in eine Hexe (OT: Bewitched)
- Lawrence Gutterman für Die Maske 2: Die nächste Generation (OT: Son of the Mask)

### 2007
- M. Night Shyamalan für Das Mädchen aus dem Wasser (OT: Lady in the Water)

Außerdem nominiert:
- Uwe Boll für BloodRayne (OT: BloodRayne)
- Michael Caton-Jones für Basic Instinct – Neues Spiel für Catherine Tramell (OT: Basic Instinct 2)
- Ron Howard für The Da Vinci Code – Sakrileg (OT: The Da Vinci Code)
- Keenen Ivory Wayans für Little Man (OT: Little Man)

### 2008
- Chris Sivertson für Ich weiß, wer mich getötet hat (OT: I Know Who Killed Me)

Außerdem nominiert:
- Dennis Dugan für Chuck und Larry – Wie Feuer und Flamme (OT: I Now Pronounce You Chuck & Larry)
- Roland Joffé für Captivity (OT: Captivity)
- Brian Robbins für Norbit (OT: Norbit)
- Fred Savage für Der Kindergarten Daddy 2: Das Feriencamp (OT: Daddy Day Camp)

### 2009
- Uwe Boll für 1968 Tunnel Rats (OT: 1968 Tunnel Rats) und Postal (OT: Postal – The Movie)

Außerdem nominiert:
- Jason Friedberg und Aaron Seltzer für Disaster Movie (OT: Disaster Movie) und Meine Frau, die Spartaner und ich (OT: Meet the Spartans)
- Tom Putnam für The Hottie & the Nottie – Liebe auf den zweiten Blick (OT: The Hottie & the Nottie)
- Marco Schnabel für Der Love Guru (OT: The Love Guru)
- M. Night Shyamalan für The Happening (OT: The Happening)

## Schlechteste Regie 2010 bis 2019

### 2010
- Michael Bay für Transformers – Die Rache

Außerdem nominiert:
- Walt Becker für Old Dogs – Daddy oder Deal
- Brad Silberling für Die fast vergessene Welt
- Stephen Sommers für G.I. Joe – Geheimauftrag Cobra
- Phil Traill für Verrückt nach Steve

### 2011
- M. Night Shyamalan für Die Legende von Aang

Außerdem nominiert:
- Jason Friedberg und Aaron Seltzer für Beilight – Bis(s) zum Abendbrot
- Michael Patrick King für Sex and the City 2
- David Slade für Eclipse – Biss zum Abendrot
- Sylvester Stallone für The Expendables

### 2012
- Dennis Dugan für Jack und Jill und Meine erfundene Frau

Außerdem nominiert:
- Bill Condon für Breaking Dawn – Biss zum Ende der Nacht, Teil 1
- Garry Marshall für Happy New Year
- Michael Bay für Transformers 3
- Tom Brady für Bucky Larson: Born to be a Star

### 2013
- Bill Condon für Breaking Dawn – Biss zum Ende der Nacht, Teil 2

Außerdem nominiert:
- John Putch für Atlas Shrugged II: The Strike
- Peter Berg für Battleship
- Sean Anders für Der Chaos-Dad
- Tyler Perry für Good Deeds und Madea’s Witness Protection

### 2014
- Die 13 Regisseure (Elizabeth Banks, Steven Brill, Steve Carr, Rusty Cundieff, James Duffy, Griffin Dunne, Peter Farrelly, Patrik Forsberg, Will Graham, James Gunn, Bob Odenkirk, Brett Ratner und Jonathan van Tulleken) von Movie 43

Außerdem nominiert:
- Dennis Dugan für Kindsköpfe 2
- Tyler Perry für A Madea Christmas und Temptation: Confessions of a Marriage Counselor
- M. Night Shyamalan für After Earth
- Gore Verbinski für Lone Ranger

### 2015
- Michael Bay für Transformers: Ära des Untergangs

Außerdem nominiert:
- Darren Doane für Saving Christmas
- Renny Harlin für The Legend of Hercules
- Jonathan Liebesman für Teenage Mutant Ninja Turtles
- Seth MacFarlane für A Million Ways to Die in the West

### 2016
- Josh Trank (& Alan Smithee?)[1] für Fantastic Four

Außerdem nominiert:
- Andy Fickman für Der Kaufhaus Cop 2
- Tom Six für The Human Centipede III (Final Sequence)
- Sam Taylor-Johnson für Fifty Shades of Grey
- Die Wachowskis für Jupiter Ascending

### 2017
- Dinesh D’Souza und Bruce Schooley für Hillary’s America: The Secret History of the Democratic Party

Außerdem nominiert:
- Roland Emmerich für Independence Day: Wiederkehr
- Tyler Perry für Boo! A Madea Halloween
- Alex Proyas für Gods of Egypt
- Zack Snyder für Batman v Superman: Dawn of Justice
- Ben Stiller für Zoolander 2

### 2018
- Tony Leondis für Emoji – Der Film

Außerdem nominiert:
- Darren Aronofsky für Mother!
- Michael Bay für Transformers: The Last Knight
- James Foley für Fifty Shades of Grey – Gefährliche Liebe
- Alex Kurtzman für Die Mumie

### 2019
- Etan Cohen für Holmes & Watson

Außerdem nominiert:
- Kevin Connolly für Gotti
- James Foley für Fifty Shades of Grey – Befreite Lust
- Brian Henson für The Happytime Murders
- Peter und Michael Spierig für Winchester – Das Haus der Verdammten

## Schlechteste Regie seit 2020

### 2020
- Tom Hooper für Cats

Außerdem nominiert:
- Fred Durst für The Fanatic
- James Franco für Zeroville
- Adrian Grünberg für Rambo: Last Blood
- Neil Marshall für Hellboy – Call of Darkness

### 2021
- Sia für Music

Außerdem nominiert:
- Charles Band für alle drei „Barbie-&-Kendra“-Filme
- Barbara Białowąs und Tomasz Mandes für 365 Tage
- Stephen Gaghan für Die fantastische Reise des Dr. Dolittle
- Ron Howard für Hillbilly-Elegie

### 2022
- Christopher Ashley für Diana: Das Musical

Außerdem nominiert:
- Stephen Chbosky für Dear Evan Hansen
- „Coke“ Daniels für Karen
- Renny Harlin für The Misfits – Die Meisterdiebe
- Joe Wright für The Woman in the Window

### 2023
- Machine Gun Kelly & Mod Sun für Good Mourning

Außerdem nominiert:
- Judd Apatow für The Bubble
- Andrew Dominik für Blond
- Daniél Espinosa für Morbius
- Robert Zemeckis für Pinocchio

### 2024
- Rhys Frake-Waterfield für Winnie the Pooh: Blood and Honey

Außerdem nominiert:
- David Gordon Green für Der Exorzist – Bekenntnis
- Peyton Reed für Ant-Man and the Wasp: Quantumania
- Scott Waugh für The Expendables 4
- Ben Wheatley für Meg 2: Die Tiefe

### 2025
- Francis Ford Coppola für Megalopolis

Außerdem nominiert:
- S. J. Clarkson für Madame Web
- Todd Phillips für Joker: Folie à Deux
- Eli Roth für Borderlands
- Jerry Seinfeld für Unfrosted